# Nejc Škof
Nejc Škof, slovenski aktivist, politik in podjetnik, * 8. julij, 1991
Bil je eden izmed organizatorjev protestov v letih 2012–2014. Trenutno je generalni sekretar stranke Zeleni Slovenije.

## Življenje in izobraževanje
Prihaja iz Vrhnike. Študiral je socialni menedžment na Fakulteti za uporabne družbene študije v Novi Gorici. 

## Aktivizem in politično delovanje

### Vloga v Vseslovenski ljudski vstaji (2012–2013)
V letih 2012–2013 je bil eden izmed organizatorjev slovenskih protestov v letih 2012–2014. Deloval je kot član Odbora Vseslovenske ljudske vstaje (Odbor VLV) ter koordiniral proteste. Zahteve gibanja so bile boj proti korupciji, odgovornost politikov in predčasne volitve.

### Politična pot
Po protestih je sodeloval pri ustanovitvi stranke Solidarnost. Bil je član sveta stranke in v obdobju 2014–2018 član delovnih teles občinskega sveta občine Vrhnika. Kasneje se je pridružil Zelenim Slovenije, kjer je postal generalni sekretar stranke. Leta 2022 je kandidiral na parlamentarnih volitvah kot del koalicije Povežimo Slovenijo. Leta 2024 je sodeloval pri organizaciji liste Zelenih na evropskih volitvah.

### Legalizacija konoplje
Je aktiven zagovornik legalizacije in regulacije konoplje v Sloveniji. Kot generalni sekretar stranke Zeleni Slovenije je sodeloval v več javnih razpravah in soočenjih na to temo. Škof se zavzema za vzpostavitev reguliranega trga konoplje, s ciljem zmanjšanja črnega trga, izboljšanja varnosti uporabnikov ter ustvarjanja dodatnih davčnih prihodkov za državo.
V okviru referendumske kampanje leta 2024 o vprašanju legalizacije konoplje je sodeloval na več političnih soočenjih, kjer je predstavljal stališče stranke Zeleni Slovenije.
Njegova prizadevanja temeljijo na primerih držav, ki so uvedle regulacijo konoplje, pri čemer poudarja javnozdravstvene in ekonomske učinke takšnih politik.

## Podjetniška dejavnost
Poleg političnega delovanja se ukvarja tudi s podjetništvom. Leta 2021 je ustanovil podjetje Nejc Škof s.p., ki deluje na področju poslovnega svetovanja.

## Civilnodružbeno delovanje
Je predsednik Mladinskega športno-kulturnega društva Verd (MŠKD Verd).